# Trà Vinh (provincie)
Trà Vinh este o provincie în Vietnam. Capitala prefecturii este orașul Trà Vinh.

## Județ
- Trà Vinh
- Càng Long
- Cầu Kè
- Cầu Ngang
- Châu Thành
- Duyên Hải
- Tiểu Cần
- Trà Cú

1. ↑   (PDF) https://monre.gov.vn/VanBan/Lists/VanBanChiDao/Attachments/3012/b4.6_Signed.pdf Lipsește sau este vid: |title= (ajutor)
2. ↑   https://www.gso.gov.vn/en/px-web/?pxid=E0201&theme=Population%20and%20Employment Lipsește sau este vid: |title= (ajutor)
3. ↑   https://mabuuchinh.vn/ Lipsește sau este vid: |title= (ajutor)
4. ↑   http://postcode.vn/ Lipsește sau este vid: |title= (ajutor)